# Boncompagni-kastély
A Boncompagni-kastély a Bács-Kiskun vármegyei Kisszálláson található.

## Nagykastély
1855-56-ban emelt neoklasszicista stílusú egyemeletes alápincézett, palatetős téglaépület. Hosszúsága 50 méter, szélessége 20 méter. 1909-től modernizálták, felújították. Központi gőzfűtéssel látták el, a belső falakat textiltapétákkal vonták be, parkettáztak, mintás műkövekkel rakták le auláját, alsó folyosóját. Elöl is, hátul is hatalmas angolpark vette körül. Tulajdonosa Boncompagni-Ludovisi családból Arduina hercegné és San Martinod-i Valperga Henrik gróf, Mayer János unokái voltak. 1946-ban a Földművelésügyi miniszter a Boncompagni-féle kastélyt iskola céljára adta át, ami azóta is ebben a műemléki védettségű épületben működik. 1948-tól az egyik része lett az iskola, a másikat tanítók lakásaként használták. Jelentősebb átalakítások történtek benne. 1975-ben a Kiskastély és a Nagykastély közé új diákotthoni szárnyat építettek be. A főbejárati ajtaja, faborítású lépcsőháza, a bejárati ajtó melletti öntöttvas kandeláberek és a megmaradt két öntöttvas csillárja még az eredeti.

## Kiskastély
A Nagykastélytól északra épült 1913-ban. Egyemeletes téglaépület. Az alsó szintet a személyzet, a felső szintet a vadászvendégek lakták. Ma alsó szintje az idősek szociális otthona, az emelet a gyermekek diákotthoni része.

## Képek

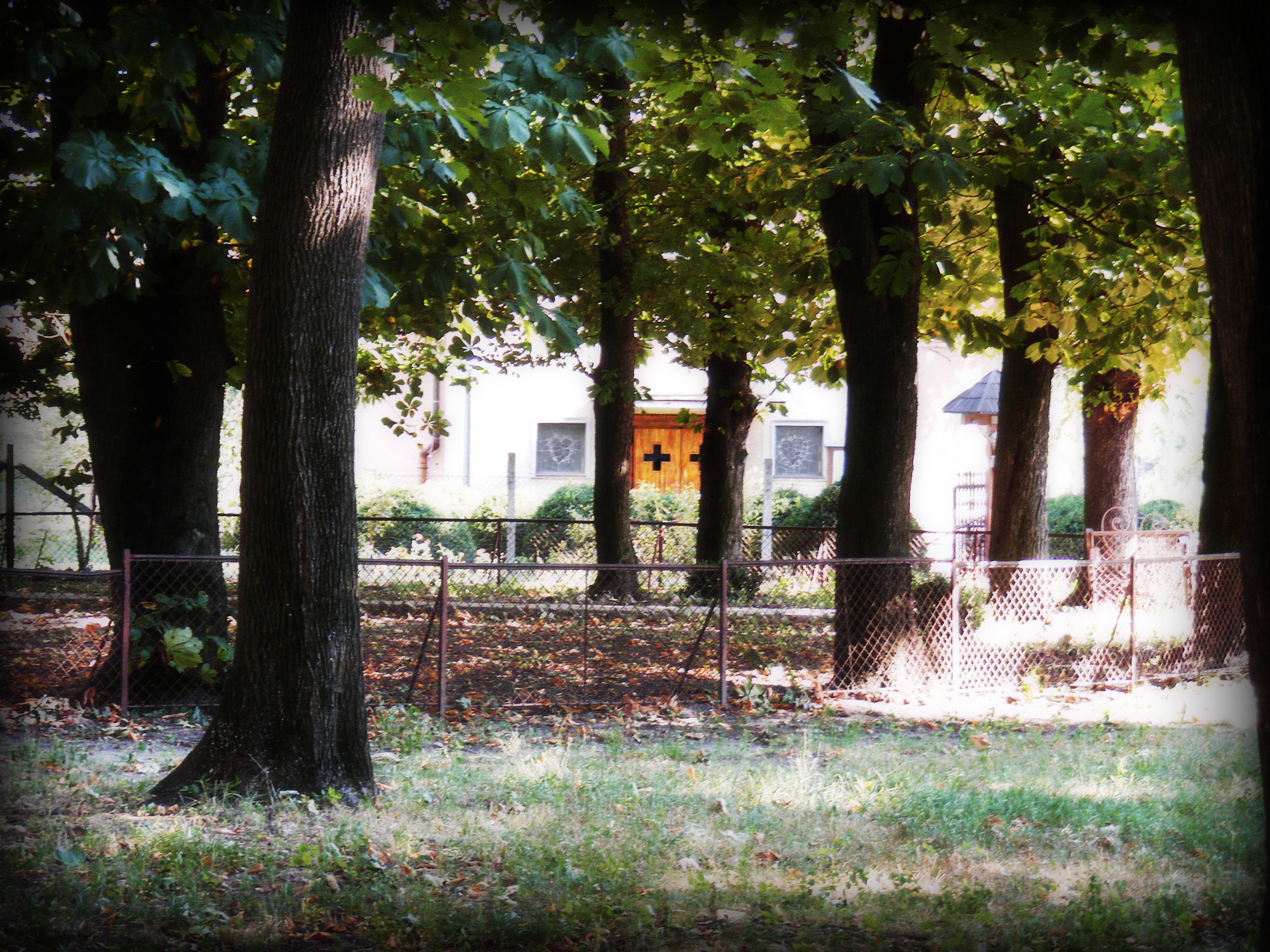
A kastély előtti park
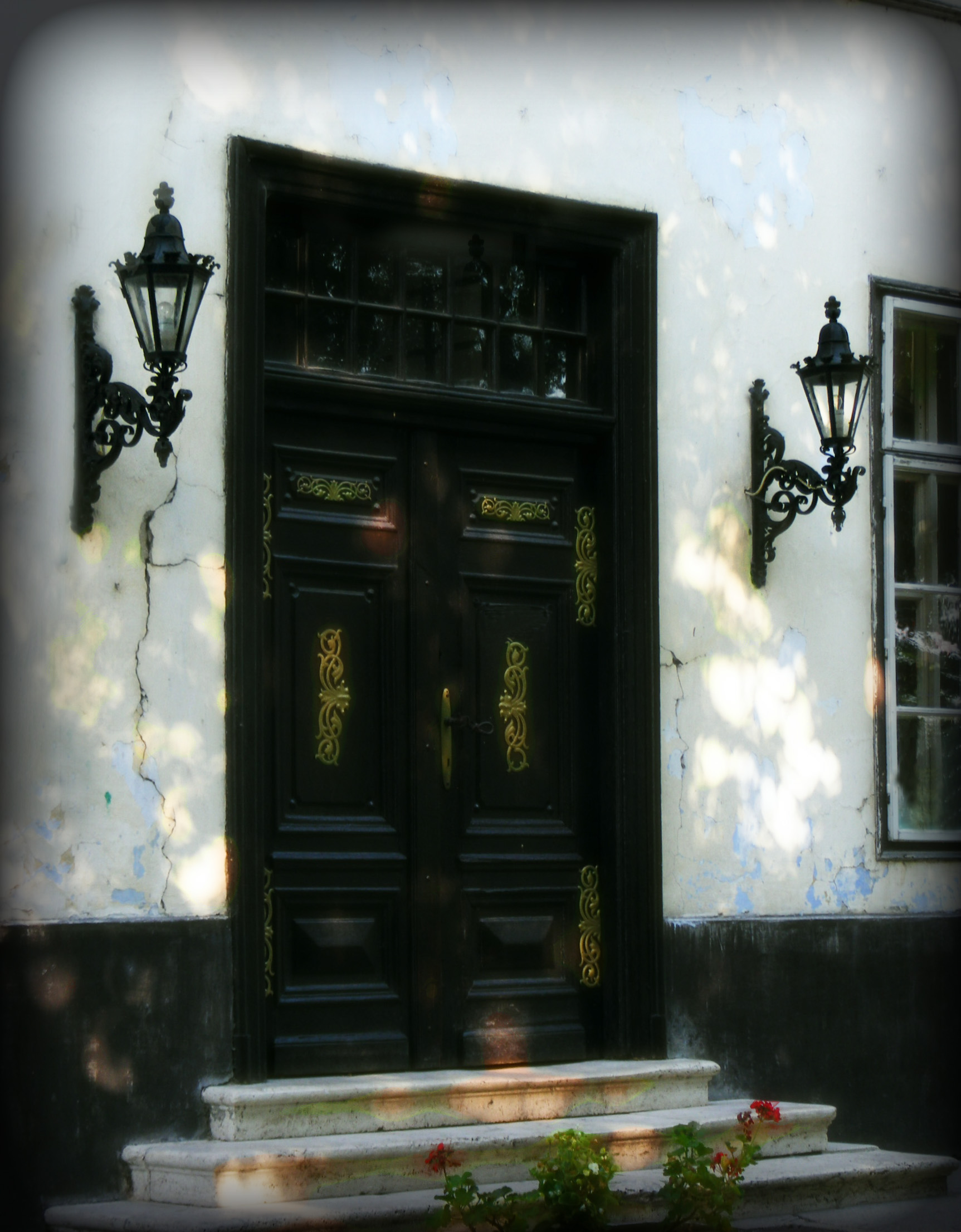
Kastély-bejárat
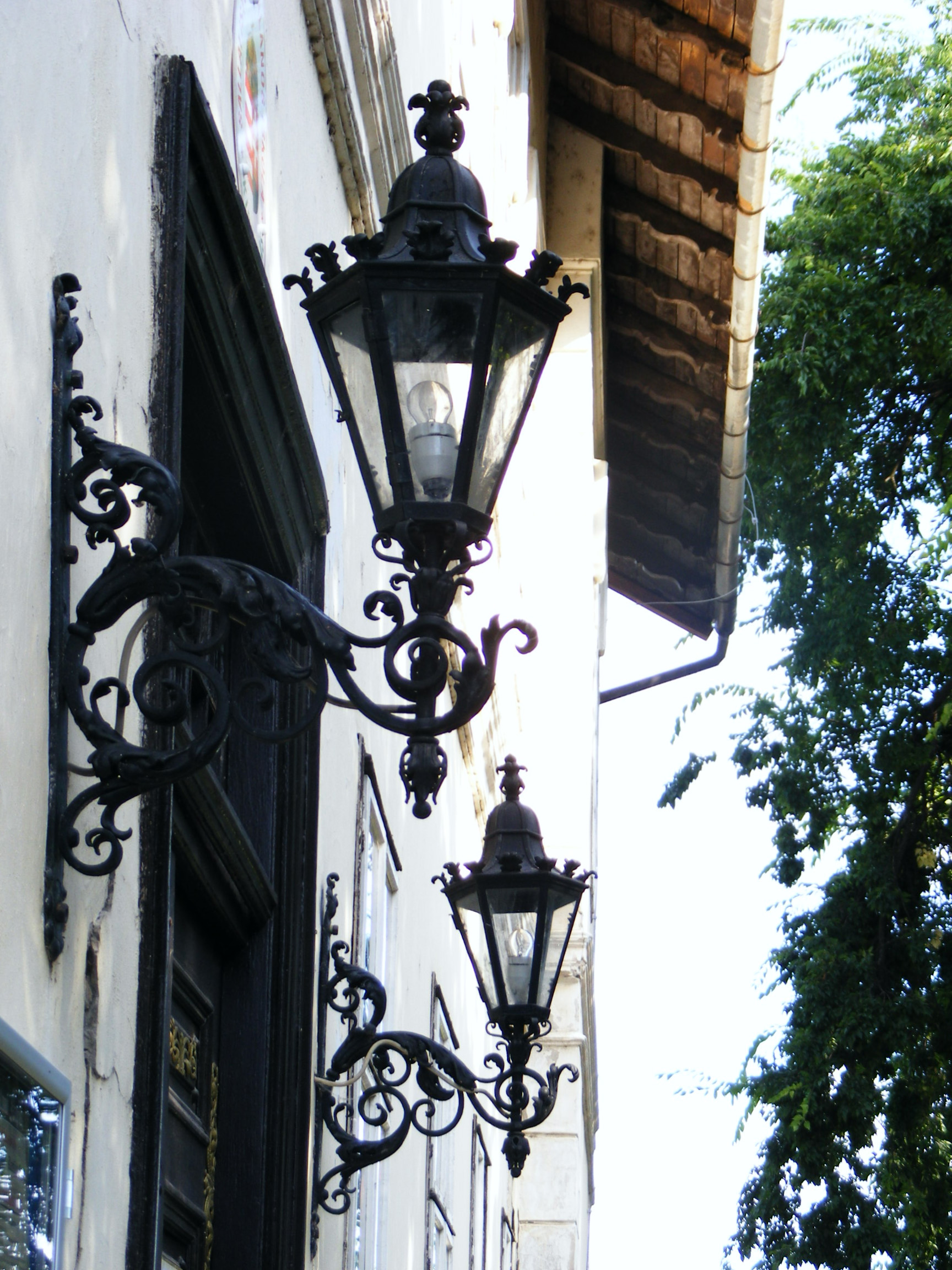
Kastély-bejárat 2